# Parafia Matki Bożej Różańcowej w Żarkach Wielkich
Parafia Matki Bożej Różańcowej w Żarkach Wielkich – parafia rzymskokatolicka, terytorialnie i administracyjnie należąca do diecezji zielonogórsko-gorzowskiej, do dekanatu Łęknica, erygowana 1 grudnia 1957. W parafii posługują księża diecezjalni.